# Ясен (Плевенська область)
Я́сен (болг. Ясен) — село в Плевенській області Болгарії. Входить до складу общини Плевен.

## Населення
За даними перепису населення 2011 року у селі проживали 2442 особи.
Національний склад населення села:
| Національність   | Кількість осіб | Відсоток |
| ---------------- | -------------- | -------- |
| болгари          | 1935           | 91,2%    |
| турки            | 96             | 4,5%     |
| цигани           | 72             | 3,4%     |
| інша             | 9              | 0,4%     |
| не визначились   | 9              | 0,4%     |
| Всього відповіли | 2121           |          |

Розподіл населення за віком у 2011 році:
Динаміка населення: